# Nefertiti
Denna artikel handlar om drottningen Nefertiti. Se även Nefertiti (musikalbum) och Nefertiti (jazzklubb)
Nefertiti ('Skönheten har anlänt'), född runt 1370 f.Kr., död runt 1330 f.Kr., var en drottning (stor kunglig hustru) under Egyptens artonde dynasti och hustru till farao Akhenaton. Nefertiti är en av de mest kända kvinnorna från den antika världen, och hon har möjligen varit regent efter sin man. Nefertiti tros ha blivit ungefär 35 år gammal.

## Biografi
Under Akhenatons femte regeringsår flyttade hela hovet till den nya huvudstaden Akhetaton i El-Amarna. Efter att Akhenaton upphöjt guden Aton över alla de tidigare gudarna fick Nefertiti en ceremoniell religiös position, och bilder på kungafamiljen blev en viktig del i den nya kulten. T ex väggarna i Aton-templet i Karnak var dekorerade med relief där Akhenaton, Nefertiti och deras barn offrar till Aton,
och i El-Amarna avbildas Akhenaton, Nefertiti och Meritaton med offergåvor till Aton.
Efter Akhenatons tolfte år som regent minskar de historiska källorna om Nefertiti, men så sent som under Akhenatons sextonde regeringsår nämns Nefertiti i inskriptioner där hon tituleras som Akhenatons drottning. Nefertiti är möjligen den egyptiska änkedrottning som efter Akhenatons död skrev ett brev, Dakhamunzu-brevet, till hettiternas kung Suppiluliuma och bad honom sända en prins att gifta om sig med. Efter Nefertitis död finns det även tecken på att hennes äldsta dotter Meritaton tog över rollen som drottning. En annan av hennes döttrar, Ankhesenamon, gifte sig med Tutankhamon och blev hans drottning.
Det är oklart vilka som efterträdde Akhenaton, vid hans död efter 17 år på tronen. I Tutankhamons grav fann Howard Carter en kista (Carter 001k), som nämner en kvinnlig farao Ankhkheperure Neferneferuaten, som sannolikt regerade i 2 år efter Akhenaton. Kistan nämner också att Neferneferuatens drottning var Meritaton, äldsta dotter till Akhenaton och Nefertiti. I andra gravfynd nämns efter henne kung Ankhkheperure Smenkhkare, som också regerade i ca två år. Efter denna turbulenta tid blir Tutankhamon kung av Egypten. En av flera hypoteser är att det är Nefertiti som under annat namn var regenten Smenkhkare, som i vissa källor anges vara Akhenatons efterträdare. Hon är också en av de kvinnor som har föreslagits vara Neferneferuaten.

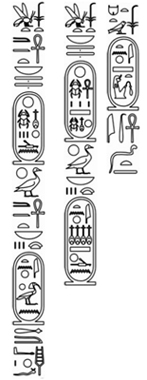
Inskription från Carter 001k, en kista i Tutankhamons grav. Nämner kung Neferneferuaten och drottning Meritaton.

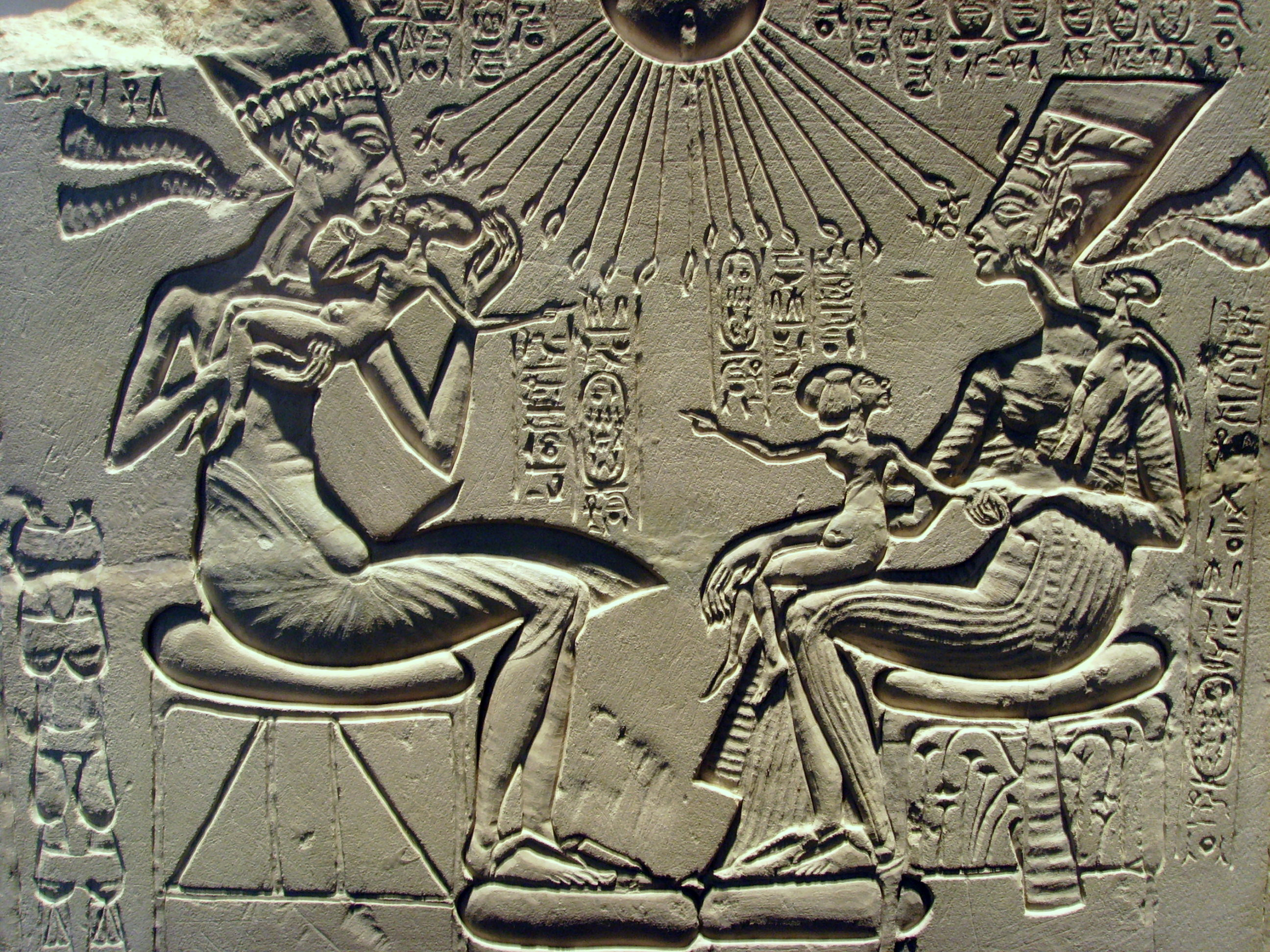
Akhenaten och Nefertiti med sina barn från ca 1340 f.Kr. och upphittad i El-Amarna.

En betydande anledning till att Nefertiti är mycket omskriven har sitt ursprung i den berömda byst av henne som hittades 1912 och finns i Neues Museum i Berlin. Äktheten av bysten är ifrågasatt, men datortomografi av bysten har visat att kalkstenskärnan är skulpterad med en precision som kräver mer arbete än vad som är sannolikt att en förfalskare skulle investera i.

### Släktrelationer
Det är mycket som inte är känt kring Nefertitis ursprung, och det är inte känt vilka Nefertitis föräldrar var.
Det finns indicier som tyder på att hon var dotter till Ay, som senare blev farao. Om hon var dotter till Ay, var hennes biologiska mor sannolikt inte drottning Tiye.
Det finns även teorier om att Nefertiti var dotter till farao Amenhotep III och Tiye, vilket skulle innebära att hon var syster till Akhenaton. Detta skulle även innebära att hon var Tutankhamons mor. Dock är hon inte titulerad som konungadotter vilket gör denna teori mindre sannolik.
En annan teori som delvis bygger på betydelsen av namnet Nefertiti (Skönheten har anlänt) identifierar Mitannis prinsessa Tadukhipa som Nefertiti. Hon kan ha varit en ättling till drottning Ahmose-Nefertari.
Tillsammans med Akhenaton tros Nefertiti ha fött minst sex döttrar: Meritaton, Meketaten, Ankhesenamon, Neferneferuaten Tasherit, Neferneferure och Setepenre. Det är även tänkbart att hon födde ytterligare minst ett barn, som möjligen kan vara Tutankhamon.

## Gravplats
Nefertitis gravplats är inte känd, men i juli 2015 presenterade den engelska egyptologen Nicholas Reeves en teori om att Nefertiti ligger begravd i Tutankhamons grav KV62 i Konungarnas dal. Teorin bygger på studier av strukturen i väggarna i Tutankhamons gravkammare där indikationer på två hittills okända dörrar har upptäckts. Den förmodade dörren på norra väggen tros leda till Nefertitis gravkammare och den förmodade dörren på västra väggen tros leda till ett förvaringsrum.
Mätningar med georadar i november 2015 av ett japanskt team visade att det sannolikt finns öppna utrymmen bakom de två väggarna. Mätningarna visade även att det sannolikt finns både organiskt och metalliskt material i hålrummen bakom väggarna. Trovärdigheten i dessa mätningar har blivit ifrågasatta, och en andra radarmätning utfördes i mars 2016 arrangerad av National Geographic men resulterade inte i några bevis för håligheter bakom väggarna.
Mätningar utförda under 2018 av Politecnico di Torino med markpenetrerande radar visar att det med mycket hög sannolikhet inte existerar några dolda kammare. I maj 2018 meddelade Supreme Council of Antiquities att undersökningarna därmed är avslutade. Ytterligare mätningar genomfördes 2019 där tre olika mätmetoder kombinerades. Mätningarna visade avvikelser  som tros vara ett korridorsliknande utrymme som löper parallellt med gravens entrégång.
Det finns även teorier som går ut på att mumien The Younger Lady som hittades i KV35 kan vara Nefertiti, inte minst på grund av de visuella likheterna mellan mumien och den byst av Nefertiti som finns på Neues Museum i Berlin.

## Eftermäle
De båda asteroiderna 1068 Nofretete och 3199 Nefertiti är uppkallade efter henne.